# Пухолово
Пу́холово — деревня во Мгинском городском поселении Кировского района Ленинградской области.

## История
На карте Ингерманландии А. И. Бергенгейма, составленной по шведским материалам 1676 года, упоминается деревня Pucschowick.
На шведской «Генеральной карте провинции Ингерманландии» 1704 года, составленной по материалам 1678 года, она упомянута как Puchala.
На карте Санкт-Петербургской губернии Я. Ф. Шмидта 1770 года она обозначена как деревня Пухолова.
Как деревня Пухолова она отмечена и на карте Санкт-Петербургской губернии 1792 года А. М. Вильбрехта.
На карте Санкт-Петербургской губернии Ф. Ф. Шуберта 1834 года обозначена деревня Пухолово, состоящая из 31 крестьянского двора. В деревне находилась водяная мельница.

ПУХОЛОВА — деревня принадлежит действительной тайной советнице княгине Татьяне Юсуповой, число жителей по ревизии: 122 м. п., 128 ж. п. (1838 год)

Согласно карте профессора С. С. Куторги 1852 года деревня называлась Пухолова и насчитывала 31 двор.

ПУХАЛОВА — деревня князя Юсупова, по почтовому тракту и просёлочной дороге, число дворов — 78, число душ — 141 м. п. (1856 год)

Население деревни по X-ой ревизии 1857 года составляло 309 человек.

ПУХОЛОВО — деревня владельческая при ручье и колодцах, число дворов — 81, число жителей: 139 м. п., 172 ж. п. Школа. (1862 год)

Согласно подворной переписи 1882 года население деревни составляло 287 человек.
В конце XIX — начале XX века деревня административно относилась к Лезьенской волости 1-го стана Шлиссельбургского уезда Санкт-Петербургской губернии.
К 1913 году количество дворов в деревне уменьшилось до 36.
С 1917 по 1923 год деревня Пухолово входила в состав Пухоловского сельсовета Лезьенской волости Шлиссельбургского уезда.
Согласно военно-топографической карте Петроградской и Новгородской губерний издания 1921 года деревня Пухолово находилась на реке Мге между устьями Пьянкина и Холодного ручьёв.
С 1924 года в составе Ленинградского уезда.
Согласно данным переписи населения СССР 1926 года в деревне Пухолова проживал 461 человек — все русские.
С февраля 1927 года в составе Мгинской волости. С августа 1927 года в составе Мгинского района.
С 1928 года в составе Мгинского сельсовета.
По данным 1933 года деревня Пухолово входила в состав Мгинского сельсовета Мгинского района.

План деревни Пухолово. 1941 год

Согласно топографической карте РККА 1941 года деревня насчитывала 114 дворов.
Деревня была освобождена от немецко-фашистских оккупантов 22 января 1944 года.
В 1958 году население деревни Пухолово составляло 454 человека.
С 1959 года в составе Лезьенского сельсовета.
С 1960 года в составе Тосненского района.
По данным 1966 и 1973 годов деревня Пухолово также входила в состав Лезьенского сельсовета Тосненского района.
По данным 1990 года деревня Пухолово входила в состав Лезьенского сельсовета Кировского района.
В 1997 году в деревне Пухолово Лезьенской волости проживали 156 человек, в 2002 году — 143 человека (русские — 91 %).
В 2007 году в деревне Пухолово Мгинского ГП — 117.

## География
Деревня расположена в западной части района к югу и смежно с центром поселения посёлком Мга, в месте пересечения автодороги А120 (Санкт-Петербургское южное полукольцо), автодорогой 41А-004 (Павлово — Луга).
Расстояние до административного центра поселения — 5 км.
Расстояние до ближайшей железнодорожной станции Мга — 2 км.
Через деревню протекает река Мга и впадающая в неё река Юрина.

## Демография
| 1862 | 2007 | 2010 | 2017 |
| ---- | ---- | ---- | ---- |
| 311  | ↘117 | ↗154 | ↗166 |

## Улицы
Береговая, Зелёная, Лазурная, Монетная, Новая, Огородная, Полевая, Речная, Ручейная, Шереметьевская, Юсуповская.